# Mesochorus opacus
Mesochorus opacus là một loài tò vò trong họ Ichneumonidae.